# E. O. Richter
E. O. Richter (también conocida como E. O. Richter & Co.) fue una empresa alemana dedicada a la fabricación de utensilios de dibujo técnico. Fundada en 1875 por Emil Oskar Richter (1841-1905) en la ciudad sajona de Chemnitz, llegó a ser el mayor fabricante de compases del mundo durante la primera mitad del siglo XX.
Sin embargo, perdió esta posición tras la Segunda Guerra Mundial, iniciando un progresivo declive en el seno de la economía de la República Democrática Alemana, que culminó con su cierre definitivo en 1992 tras la caída del Muro de Berlín.

## Historia

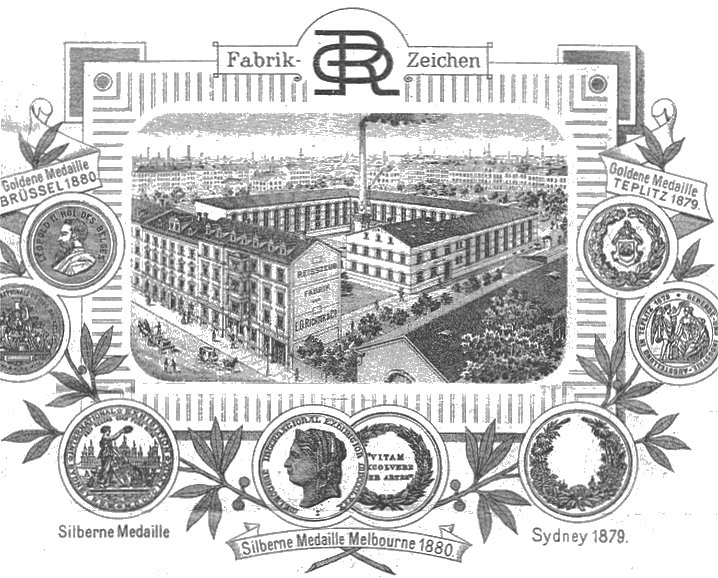
Fábrica de E. O. Richter, (Chemnitz). Imagen procedente de un catálogo de 1897

La empresa fue fundada en 1875 por Emil Oskar Richter, quien la ubicó en la ciudad de Chemnitz (Sajonia). Richter era un relojero especializado en la fabricación de herramientas de precisión, que se inició en el campo de los utensilios de dibujo apoyándose en las patentes de las distintas mejoras que ideó, tanto de diseño (añadiendo a los compases un segundo juego interior de articulaciones para aumentar su rigidez) como en los materiales utilizados (sustituyendo el bronce por la alpaca).
Entre las invenciones más destacables comercializadas por la empresa figuran un compás para rotular círculos muy pequeños (conocido coloquialmente en español como bigotera loca) y un ingenioso dispositivo mecánico para rotular líneas con distintos patrones.
La gran calidad de sus instrumentos (dotados de la característica pátina mate de la alpaca) y las soluciones técnicas empleadas, convirtieron a E. O. Richter en el mayor fabricante de instrumentos de dibujo del mundo, haciéndose muy famosas sus cajas de "Instrumentos escolares Chemnitz".
Tras la muerte de su fundador en 1905, la empresa continuó su expansión durante las tres primeras décadas del siglo XX. Sin embargo, tras la Segunda Guerra Mundial, no pudo mantener su actividad original en el seno de la economía planificada de la República Democrática Alemana, dedicándose a la fabricación de motores y de maquinaria de precisión. Su progresivo declive llevó al cese de la actividad en 1992, dentro del proceso de la reunificación de Alemania.
Hasta 1992, tras más de un siglo de historia, la compañía atravesó las etapas siguientes:
- 1875: Fundación; a la que siguió un continuado periodo de expansión en manos de la familia Richter.
- 1945: Tras superar la grave crisis provocada por la Segunda Guerra Mundial, la empresa pasó a manos de la administración estatal de ocupación, que la hizo retornar al antiguo propietario.
- 1962: Pasó a ser de propiedad pública municipal. Posteriormente se produjo su fusión con el laboratorio de motores del "VEB Polytechnik Karl-Marx-Stadt".
- 1981: Se convierte en la empresa matriz del "Combinado Politécnico de Herramientas de Precisión".
- 1990: Se redenomina como "Corporación Politécnica GmbH Chemnitz".
- 1992: Tres años después de la caída del muro de Berlín, la empresa cerró definitivamente sus puertas.

El edificio de la fábrica de Chemnitz, parcialmente destruido durante la Segunda Guerra Mundial, es un bello ejemplo de arquitectura industrial.

## Galería de imágenes
|  |  |  |